# Наше покликання
«Наше покликання» (рос. «Наше призвание») — білоруський радянський художній фільм 1981 року режисера Геннадія Полоки за творами Миколи Огнєва.

## Сюжет
1923-1924 роки. В одній з московських шкіл впроваджуються радянські методи навчання, які по різному сприймаються як учителями, так і учнями...

## У ролях
- Валерій Золотухін
- Павло Кадочников
- Василь Міщенко
- Георгій Тейх
- Ігор Наумов
- Ія Саввіна
- Федір Нікітін
- Валентина Теличкіна
- Юлія Буригіна
- Ірина Оріховського-Пєскова
- Юрій Голубицький
- Любов Малиновська
- Іван Бортник
- Олексій Кожевников
- Наталія Флоренська
- Володимир Сальников
- Марія Овчинникова
- Андрій Анкудінов
- Юрій Попович
- Олена Майорова

## Творча група
- Сценарій: Геннадій Полока, Євген Митько
- Режисер: Геннадій Полока
- Оператор: Ігор Ремішевський
- Композитор: Андрій Ешпай